# كاسل روك (مسلسل)
كاسل روك (بالإنجليزية: Castle Rock)‏ هو مسلسل رعب نفسي أمريكي من بطولة أندريه هولاند، ميلاني لينسكي، بيل سكارسغارد، جين ليفي وسيسي سبيسك. صدر الموسم الأول منه على منصة هولو في 25 يوليو 2018.

## روابط خارجية
- كاسل روك (مسلسل) على موقع IMDb (الإنجليزية)
- كاسل روك (مسلسل) على موقع ميتاكريتيك (الإنجليزية)
- كاسل روك (مسلسل) على موقع روتن توميتوز (الإنجليزية)
- كاسل روك (مسلسل) على موقع فيلمافينيتي (الإسبانية)
- كاسل روك (مسلسل) على موقع كينوبويسك (الروسية)
- كاسل روك (مسلسل) على موقع ألو سيني (الفرنسية)
- كاسل روك (مسلسل) على موقع ميوزك برينز (الإنجليزية)
- كاسل روك (مسلسل) على موقع قاعدة بيانات الفيلم (الإنجليزية)